# São Paulo Challenger 1985
Il São Paulo Challenger 1985 è stato un torneo di tennis facente parte della categoria ATP Challenger Series nell'ambito dell'ATP Challenger Series 1985. Il torneo si è giocato a San Paolo in Brasile dall'11 al 17 novembre 1985 su campi in terra rossa.

## Vincitori

### Singolare
Francisco Maciel ha battuto in finale  Cássio Motta con il punteggio di 6–3, 6–3

### Doppio
Carlos Kirmayr /  Cássio Motta hanno battuto in finale  Ney Keller /  Mauro Menezes con il punteggio di 6–4, 3–6, 7–6